# Portillo (Cantabria)
Portillo es una localidad del municipio de Val de San Vicente (Cantabria, España). En el año 2024 contaba con una población de 60 habitantes aproximadamente. La localidad se encuentra a 140 metros de altitud sobre el nivel del mar, y a 5 kilómetros de la capital municipal, Pesués y a 8 km de San Vicente de la Barquera. Destaca del lugar la iglesia gótica del cementerio, que fue declarada Bien de Interés Local en el año 2002. También cuenta con un antiguo molino medio en ruinas en el cerrau del queda un poco de su antigua estructura[cita requerida].
A esta población se accede desde la carretera CA-843 a través de la carretera local CA-845 y carece de líneas de transporte público regular, siendo las paradas más cercanas las situadas en Abanillas y Estrada, en la carretera CA-843.